# All your base are belong to us

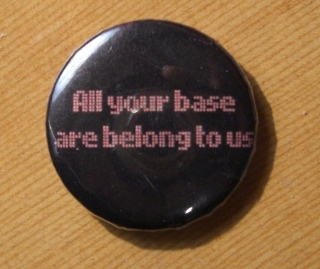
En reklamknapp med uttrycket.

All your base are belong to us är en fras ur en av introscenerna från TV-spelet Zero Wing från 1989. Spelet är översatt från japanska till grammatiskt och semantiskt mycket bristfällig engelska – engrish.
År 1998 började ett videoklipp med introt cirkulera på Internet och blev en av internets allra första memer. Internetanvändare började då skapa mängder av photoshoppade bilder där frasen syntes i olika sammanhang. DJ:n Jeffrey Ray Roberts skapade sedan technolåten "Invasion of the Gabber Robots", där Zero Wing-introt samplades. År 2001 satte sedan internetsignaturen Bad_CRC ihop låten med spelintrot och alla photoshoppade bilder i en flashanimation som blev en viral succé.

## Översättningen
| Japansk originaltext                                                 | Spelets översättning                                | Den korrekta översättningen                                                                |
| -------------------------------------------------------------------- | --------------------------------------------------- | ------------------------------------------------------------------------------------------ |
| 西暦2101年                                                           | In A.D. 2101                                        | AD 2101―                                                                                   |
| 戦いは始まった。                                                     | War was Beginning.                                  | War has begun.                                                                             |
| 艦長：一体どうしたと言んだ [sic]！                                   | Captain: What happen ?                              | Captain: What happened?                                                                    |
| 機関士：何者かによって、爆発物が仕掛けられたようです。               | Mechanic: Somebody set up us the bomb.              | Engineer: An unknown assailant has planted an explosive device!                            |
| 通信士：艦長！通信が入りました！                                     | Operator: We get signal.                            | Communication operator: Captain! We have received a transmission!                          |
| 艦長：なにっ！                                                       | Captain: What !                                     | Captain: What?!                                                                            |
| 通信士：メインスクリーンにビジョンが来ます。                         | Operator: Main screen turn on.                      | Communication operator: Incoming visual on the main screen.                                |
| 艦長：おっお前は！！                                                 | Captain: It's you !!                                | Captain: I ... It's you!!                                                                  |
| CATS：おいそがしそうだね、諸君。                                     | CATS: How are you gentlemen !!                      | CATS: You seem busy, gentlemen.                                                            |
| CATS：連邦政府軍のご協力により、君達の基地は、全てCATSがいただいた。 | CATS: All your base are belong to us.               | CATS: With the help of the Federation Government forces, CATS has taken all of your bases. |
| CATS：君達の艦も、そろそろ終わりだろう。                             | CATS: You are on the way to destruction.            | CATS: Your ship is about to meet its doom as well.                                         |
| 艦長：ばっばかなっ・・・！                                           | Captain: What you say !!                            | Captain: It ... it can't be ...!                                                           |
| CATS：君達のご協力には感謝する。                                     |                                                     | CATS: We are grateful for your cooperation.                                                |
| CATS：せいぜい残り少ない命を、大切にしたまえ・・・・。               | CATS: You have no chance to survive make your time. | CATS: Cherish these few remaining moments of your lives.                                   |
| CATS：ハッハッハッハッハッ・・・                                     | CATS: Ha ha ha ha ...                               | CATS: Ha ha ha ha ha ...                                                                   |
| 通信士：艦長・・・。                                                 | Operator: Captain !!                                | Communication operator: Captain ...                                                        |
| 艦長：ZIG全機に発進命令！！                                          | Captain: Take off every 'ZIG'!!                     | Captain: I order you to launch all ZIG units!                                              |
| 艦長：もう彼らに託すしかない・・。                                   | Captain: You know what you doing.                   | Captain: We have no choice but to entrust to them ...                                      |
| 艦長：我々の未来に希望を・・・                                       | Captain: For great justice.                         | Captain: Our hopes for our future ...                                                      |
| 艦長：たのむぞ。ZIG！！                                              | Captain: Move 'ZIG'.                                | Captain: We're counting on you, ZIG!                                                       |

Orden ur animationen används ibland inom leetspeak, till exempel Somebody set up us the bomb (vi har blivit lurade, vi har blivit överraskade), All your base are belong to us (vi har ett stort övertag) och även You have no chance to survive make your time (ni kan inte vinna/ni har ingen chans emot oss).

## Mediareferenser
- Den 23 april 2008 publicerades en inlaga i Ny Teknik som sammanställts av Chalmers Entreprenörskolor (CSE och GIBBS) på temat "Hållbar Utveckling". I inlagan fanns bland annat artiklar från Urban Bäckström, Maria Wetterstrand och Andreas Carlgren och på sista sidan i inlagan fanns en annons på en kvartssida med budskapet "All your base are belong to us" i vit text mot svart bakgrund.[förtydliga]
- 1 juni 2006 ersatte Youtube sin logotyp med "All your base are belong to us" under tiden sidan låg nere.[1]